# The Remnant
The Remnant (en español, El resto) es un periódico quincenal católico tradicionalista publicado en Estados Unidos. Fue fundado en 1967, y defiende la doctrina católica sin adhesión expresa por ningún grupo determinado. Ha mostrado simpatías por la Hermandad Sacerdotal San Pío X, y manifiesta su posición crítica al cambio operado en la Iglesia Católica desde el Concilio Vaticano Segundo, aunque rechaza el sedevacantismo. En 2017, su director es Michael Matt.